# Cape et Poignard
Pour plus de détails, voir Fiche technique et Distribution.
Cape et Poignard (Cloak and Dagger) est un film américain réalisé par Fritz Lang, sorti en 1946.

## Synopsis
L'action se déroule pendant la Seconde Guerre mondiale. Un chercheur italien, qui a étudie la formule de la bombe atomique, est aux mains des Allemands nazis. Un scientifique américain, devenu espion pour la circonstance, va tout faire pour le délivrer.

## Fiche technique
- Titre : Cape et Poignard
- Titre original : Cloak and Dagger
- Réalisation : Fritz Lang
- Scénario : Boris Ingster, Ring Lardner Jr., John Larkin et Albert Maltz d'après le livre de Corey Ford et Alastair MacBain
- Production : Milton Sperling
- Musique : Max Steiner
- Photographie : Sol Polito
- Effets visuels : Edwin B. DuPar
- Montage : Christian Nyby
- Décors : Walter F. Tilford
- Costumes : Leah Rhodes
- Pays d'origine :  États-Unis
- Format : Noir et blanc - Mono
- Genre : Thriller
- Durée : 106 minutes
- Date de sortie : 1946
- Affiche : Boris Grinsson (France)

## Distribution
| Remarque' : Doublage tardif - Gary Cooper (VF : Jean-Luc Kayser) : Professeur Alvah Jesper - Lilli Palmer (VF : Anne Kerylen) : Gina - Robert Alda (VF : Bernard Métraux) : Pinkie - Vladimir Sokoloff : Polda - J. Edward Bromberg (VF : Richard Leblond) : Trenk - Marjorie Hoshelle : Ann Dawson - Ludwig Stossel : l'allemand - Lotte Stein | - Helen Thimig : Katerin Lodor - Dan Seymour : Marsoli - Marc Lawrence : Luigi - James Flavin : Colonel Walsh - Patrick O'Moore : l'anglais - Charles Marsh : Erich Acteurs non crédités : - Yola d'Avril : La première infirmière - Richard Fraser : Le capitaine du sous-marin britannique - Rory Mallinson : Paul - John Mylong : Un capitaine allemand - Douglas Walton : Un pilote britannique |

## Analyse
Selon Jean-Loup Bourget, Alfred Hitchcock s'est très largement inspiré de ce film pour Le Rideau déchiré, qu'il tourne en 1966. L'intrigue (un scientifique americain qui part dans un pays totalitaire pour empêcher l'accès à une arme de destruction) et la scène particulièrement longue et rude où Cooper et L.Palmer tuent un agresseur, sont repris de manière explicite.